# Lufia
Lufia (エストポリス伝記?, Estpolis Denki) è una serie di videogiochi di ruolo creata da Neverland.
Il primo capitolo, Lufia & the Fortress of Doom, pubblicato da Taito nel 1993 per Super Nintendo Entertainment System, ha ricevuto un prequel distribuito da Natsume nel 1995 dal titolo Lufia II: Rise of the Sinistrals (anche noto come Lufia) e una conversione per cellulare nel 2009. All'inizio degli anni 2000 sono stati sviluppati due videogiochi per console portatili: Lufia: The Legend Returns e Lufia: The Ruins of Lore, pubblicati rispettivamente per Game Boy Color e Game Boy Advance. Nel 2010 Square Enix ha prodotto Lufia: Curse of the Sinistrals per Nintendo DS che riprende la storia del secondo titolo, sebbene non costituisca un vero e proprio remake.